# Стівен Деп'єро
Стівен Деп'єро (англ. Steven Depiero, 24 січня 1970, Орілья) — канадський футбольний арбітр. Обслуговував матчі на найвищому рівні з 1996 року, був арбітром ФІФА з 2002 до 2010 року.

## Кар'єра
Обслуговував матчі МЛС та чемпіонату Канади, а також ігри під егідою КОНКАКАФ. Серед іншого працював на таких турнірах як:
- Молодіжний чемпіонат світу з футболу до 20 років 2007 року (1 матч)
- Турнір у Тулоні 2008
- Суперкубок Франції 2009